# Clepsis laetitiae
Clepsis laetitiae es una especie de polilla del género Clepsis, categorizada en la tribu Archipini, de la subfamilia Tortricinae.

## Distribución
Se distribuye por España.

## Taxonomía
Fue descrita por Soria en 1997 y publicada en (Clepsis), Boln. sanid. veg. Plag. 23: 64.